# On Avery Island
On Avery Island ist das Debütalbum der amerikanischen Band Neutral Milk Hotel. Es erschien im März 1996 auf Merge Records. Es wurde 1995 bei der The Elephant 6 Recording Co. aufgenommen. Jedoch stammt der instrumentale Song Marching Theme aus dem März 1994.

## Übersicht
Der Titel des Albums bezieht sich auf Avery Island, einem Salzdom nahe der Stadt New Iberia im US-Staat Louisiana. Bei Avery Island befindet sich das Hauptquartier des McIlhenny-Unternehmens, den Produzenten der Tabascosauce.
Die britische Version der CD hat zwei Bonustracks: „Everything Is“ sowie „Snow Song Pt. 1“. Beide stammen von der Single Everything Is aus dem Jahr 1994. Die Tracks wurden ohne die Einwilligung von Jeff Mangum mit auf das Album gepackt. Auf der Vinyl-Edition des Albums ist der Song
„Pree-Sisters Swallowing a Donkey's Eye“ bloß 3:28 Minuten lang. Die britische Version hat auch ein anderes Cover mit einer Zeichnung von Jill Carnes (Thimble Circus). Aufgrund des zehnjährigen Geburtstags des Albums wurde für den Sommer 2006 eine Wiederveröffentlichung auf Fire Records avisiert. Seitdem wurde diese Ankündigung immer wieder verschoben, bis auf Anfang 2008. Später im selben Jahr wurde das Album jedoch wiederveröffentlicht, erneut mit den – diesmal autorisierten – Bonustracks von Everything Is.

## Gastmusiker
- Bassgitarre auf Track 2 und 8: Lisa Janssen
- Posaune bei Track 1, 7 und 8: Rick Benjamin

Auf Track 12 spielen Merisa Bissinger, Hilarie Sidney, Dane Terry, Lisa Janssen, Aaron Reedy und Jeff Mangum verschiedene indonesische Musikinstrumente.

## Rezeption
Jason Ankery gibt bei allmusic 4 von 5 Punkten an die Platte und schreibt:

„Durch die Platte sind die Räder von Jeff Mangum stets kurz davor, abzuheben. Seine Songs sind kryptisch und verrückt, seine Ideen schnell und aufregend und zusammen fordern sie das Wohnzimmeraufnahmen-Konzept raus aus dem Keller und rein in eine Schöne Neue Welt.“

Daniel Good vom Magazin Twisted Ear vergibt 4,5 von 5 Punkten und schreibt 2008:

„Mangums Kunst ist es, Musik zu machen, die Leuten nicht egal ist, damit sich Leute mit ihr identifizieren. Sie halten sie bei sich und teilen sie mit ihren besten Freunden. Nach dem Hören der Songs ist Mangum dein bester Freund. Das ist seine Magie - und deswegen finden wir es traurig, dass er keine Musik mehr produziert. Alles in allem ist On Avery Island ein Soloalbum - aufgeregt, unscharf und fragil. Tiefgreifende, wiederkehrende Poesie, welche das klapprige Fahrzeug fährt.“

Das Album war Platz #35 der jährlichen Village Voice Jazz & Pop Critics' Poll. Spin nannte dies eines der besten zehn Alben des Jahres 1996, die „du nicht gehört hast“.

## Titelliste
Alle Lieder geschrieben von Jeff Mangum soweit nicht anders vermerkt. Hörnerarrangements von Robert Schneider.
1. „Song Against Sex“ – 3:40
2. „You've Passed“ – 2:54
3. „Someone Is Waiting“ – 2:31
4. „A Baby for Pree“ – 1:21
5. „Marching Theme“ – 2:58
6. „Where You'll Find Me Now“ – 4:04
7. „Avery Island/April 1st“ (Jeff Mangum/Robert Schneider) – 1:48
8. „Gardenhead/Leave Me Alone“ – 3:14
9. „Three Peaches“ – 4:01
10. „Naomi“ – 4:53
11. „April 8th“ – 2:47
12. „Pree-Sisters Swallowing a Donkey's Eye“ (Jeff Mangum/die ganze Band) – 13:49